# Ilja Valerjevics Jasin
Ilja Valerjevics Jasin (oroszul: Илья́ Вале́рьевич Я́шин; Moszkva, 1983. június 29. –) orosz politikus és önkormányzati képviselő.
Több ellenzéki megmozdulás résztvevője. Azzal vált ismertté, hogy alapítója és vezetője volt az Oborona és a Mologyozsnoje Jabloko mozgalomnak.

## Élete
Orosz nyelv és irodalom fakultációs középiskolát végzett és művészeti iskolát. 2000-ben a Nemzetközi Független Ökopolitológiai Egyetem (МНЭПУ) Politológia Karán kezdte meg tanulmányait. 2005-ben diplomázott.
2007-ben aspirantúrát kezdett a Közgazdasági Főiskolán, az alkalmazott politológia tanszéken.
2005 júniusától a Novaja Gazeta kolumnistája. Írásait a publikálták a következő sajtótermékek is: The New Times, Gazeta, Ru, Jezsednyenyij Zsurnal,RBC-daily, The Moscow Times.

## Politikai tevékenység
2000-ben belépett a Jabloko pártba. 2001-2005-ig a Moszkovszkoje Mologyozsnoje Jabloko vezetője. 2003–2006-ig a Jabloko Moszkvai Regionális Tanácsának tagja.
2004 augusztusában részt vett a "Le a rendőri önkénnyel!" elnevezésű akcióban, melyet a Mologyozsnoje Jabloko szervezett, és melynek keretein belül Jurij Andropov emléktábláját festékkel öntötte le.
2005. március 12-én másokkal együtt megalapította az Oborona társadalmi mozgalmat, és a szervezet koordinációs tanácsának tagja lett. 2006. február 12-én kivált a szervezetből.
2005. április 26-án részt vett Minszkben egy ellenzéki menetben, melyet a belorusz hatóságok feloszlattak. Az őrizetbe vettek között volt Jasin is. A bíróság döntése értelmében néhány napig fogva tartották. 2005. május 3-án az Amnesty International lelkiismereti okokból fogva tartottaknak nevezett minden letartóztatott résztvevőt.
2005 őszén képviselőjelöltként indult a Moszkvai Járásban a 13. választókerületben. A választásokon, december 4-én a szavazatok 14,2%-át kapta, ezzel a harmadik helyen végzett.